# 男鹿市立船川第一小学校
男鹿市立船川第一小学校（おがしりつ ふなかわだいいちしょうがっこう）は、秋田県男鹿市船川港船川にある公立小学校

## 沿革
- 1875年（明治8年）2月12日[1] - 南港小学校として創立。
- 1881年（明治14年）4月 - 南港尋常小学校と改称。
- 1889年（明治22年）4月 - 南港簡易小学校と改称。
- 1892年（明治25年）5月 - 船川尋常小学校と改称。
- 1897年（明治30年）9月 - 船川尋常高等小学校と改称。
- 1930年（昭和5年）10月30日 - 校歌と校章を制定[1]。
- 1938年（昭和13年）10月 - 船川第一尋常高等小学校と改称。
- 1941年（昭和16年）5月 - 国民学校令により、船川第一国民学校と改称。
- 1947年（昭和22年）5月 - 学制改革により、船川第一小学校と改称。
- 1954年（昭和29年）10月 - 新校歌制定[1]。
- 1959年（昭和34年）
  - 4月 - 芦沢地区が船川南小学校学区に編入。
  - 10月 - 特殊学級開設。
- 1964年（昭和39年）10月 - 創立90周年記念式典挙行し、記念事業実施。
- 1973年（昭和48年）
  - 1月 - 校舎改築し、竣工式挙行。
  - 4月 - 西側通学路完成。
  - 5月 - 臨時給食室完成。
  - 7月 - プール完成
  - 11月言葉の教室開級式挙行。
- 1974年（昭和49年）10月 - 創立100周年記念式典挙行し、記念事業実施。
- 1975年（昭和50年）4月 - グランド完成。
- 1978年（昭和53年）3月 - 校門竣工。
- 1980年（昭和55年）
  - 3月 - 給食室完成。
  - 11月 - 飼育舎完成。
- 1982年（昭和57年）4月 - 体育館床面と普通教室1教室へのウレタン樹脂塗装実施。
- 1983年（昭和58年）4月 - 普通教室22床面ウレタン樹脂塗装実施。
- 1985年（昭和60年）3月 - 創立110周年記念式典挙行し、記念事業実施。
- 1986年（昭和61年）4月 - 秋田県特殊教育地域センター設置。
- 1989年（平成元年）
  - 8月 - 校舎大改修開始。
  - 12月 - 校舎大改修完了。
- 1990年（平成2年）6月 - 体育館に電動式バスケットリング設置。
- 1993年（平成5年）12月 - 校舎一部改修工事。
- 1995年（平成7年）2月 - 創立120周年記念フェスティバル開催し、記念事業（校歌碑、前庭植樹、体育館、放送設備）実施。
- 1997年（平成9年）9月 - 「くじら音頭」を児童・職員・保護者とで創作し、学習発表会で披露。
- 1998年（平成10年）8月 - 昇降口の下足棚の半分を撤去し、「くじらホール」として活用。
- 1999年（平成11年）5月 - 給食室に新しい回転釜を設置。
- 2000年（平成12年）10月 - 「ふるさと子どもドリームアップ支援事業」で、わらび座と児童が「新くじら音頭」と「ISANA」を創作する。
- 2004年（平成16年）
  - 4月 - 船川第二小学校を統合。
  - 11月 - 創立130周年記念式典挙行。学習発表会開催し、記念事業実施。
- 2005年（平成17年）4月 - 男鹿中小学校を統合。「くじらっこ見守り隊」結成。
- 2006年（平成18年）4月 - 地域ふれあいルーム設備促進事業指定。
- 2014年（平成26年）11月 - 創立140周年記念式典挙行し、記念事業実施。
- 2015年（平成27年） - 校内大改修実施。
- 2016年（平成28年）4月 - 旧船川南小学校を統合。体育館新築工事。
- 2017年（平成29年）2月 - 体育館竣工式挙行。
- 2018年（平成30年）9月 - 市の花ツバキの植樹式及び記念式典挙行。
- 2025年（令和7年）4月1日 - 北陽小学校を統合[2]。

## 教育目標
- 心豊かで 夢に向かって進む子

## 通学区域と進学先中学校
出典

### 通学区域
- 馬生目・仁井沢・仁井山・田中・比詰・比詰開拓・羽立駅前・羽立・上金川・下金川・泉台・新浜町・栄町・元浜町・東本町・曙町・住吉町・北町・西坂町・花園台・汐見ケ丘・旭ケ丘・西本町・霞ケ丘・藤五郎坂・新町・海岸通り・雇用促進住宅・金川台・緑ケ丘・浜間口・牧野・町田・中間口・山田・杉下・開拓・滝川・島田・三ツ森・開・芦沢・芦沢南・南ケ丘・北平沢・南平沢・増川・女川・中台・台島・椿・双六・小浜・本山門前

### 進学先中学校
- 男鹿市立男鹿南中学校

## 周辺
- 電子基準点「男鹿2」 - 学校敷地内
- 社会福祉法人男鹿更生会障害福祉サービス事業所すまいる
- 公益社団法人男鹿市シルバー人材センター「シルバーワークプラザ」
- 男鹿市勤労青少年ホーム
- 男鹿市立サンワーク男鹿（体育施設）
- 男鹿市立金川街区公園
- 秋田県道59号男鹿半島線
- JR男鹿線
- 男鹿地区消防一部事務組合男鹿地区消防本部
- 校地の南側には、男鹿市役所など、男鹿市中心部がある。

## アクセス
- JR男鹿線男鹿駅から、徒歩約970m・約15分（最短ルート移動した場合）。